# Altoparlante

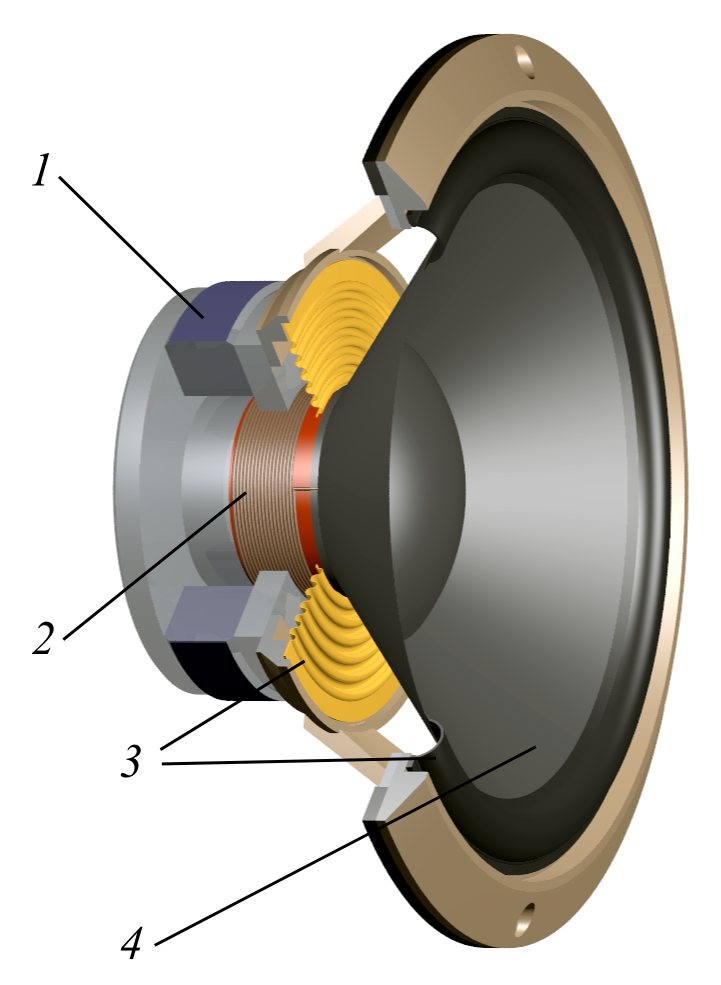
Schema di altoparlante: (1) magnete (2) bobina solenoide (3) sospensioni (4) membrana a cono (5) telaio a cestello

L'altoparlante (dall'inglese loud-speaker - colui che parla forte o ad alto volume) è un dispositivo trasduttore elettroacustico, atto a convertire il segnale elettrico audio in onde sonore (tipicamente, la musica, il parlato, i suoni ambientali, pre-registrati o diretti, ecc.), facilmente percepibili dall'udito anche a grande distanza, in ambienti chiusi o aperti. In pratica, è il componente principale dei diffusori acustici e delle cuffie-auricolari, i quali sono costituiti anche da un volume risonante, per accentuare le frequenze medio-basse e basse del altoparlante stesso. Tra i vari tipi, il più diffuso oggi è l'altoparlante magnetodinamico, costituito schematicamente da tre parti: il telaio, che unisce e sorregge gli altri due componenti, il magnete ed il cono diffusore (o capsula o altra forma) compreso della bobina elettrica e delle sospensioni deformabili con le quali è collegato al telaio; al cono è affidato il compito di porre in vibrazione l’aria, seguendo le sollecitazioni del segnale elettrico che proviene dal amplificatore e che scorre nella bobina. Al magnete spetta il compito di creare il giusto campo magnetico entro il quale reagisce la bobina che muove il cono, producendo la pressione sonora.

## Storia
Il primo modello fu inventato nel 1861 da Johann Ph. Reis (1834-1874). 
Edwin Jensen e Peter Pridham inventarono il meccanismo a bobina mobile che rese possibili gli altoparlanti pratici, e la loro azienda Magnavox produsse i primi altoparlanti commerciali, a partire dal 1915. 

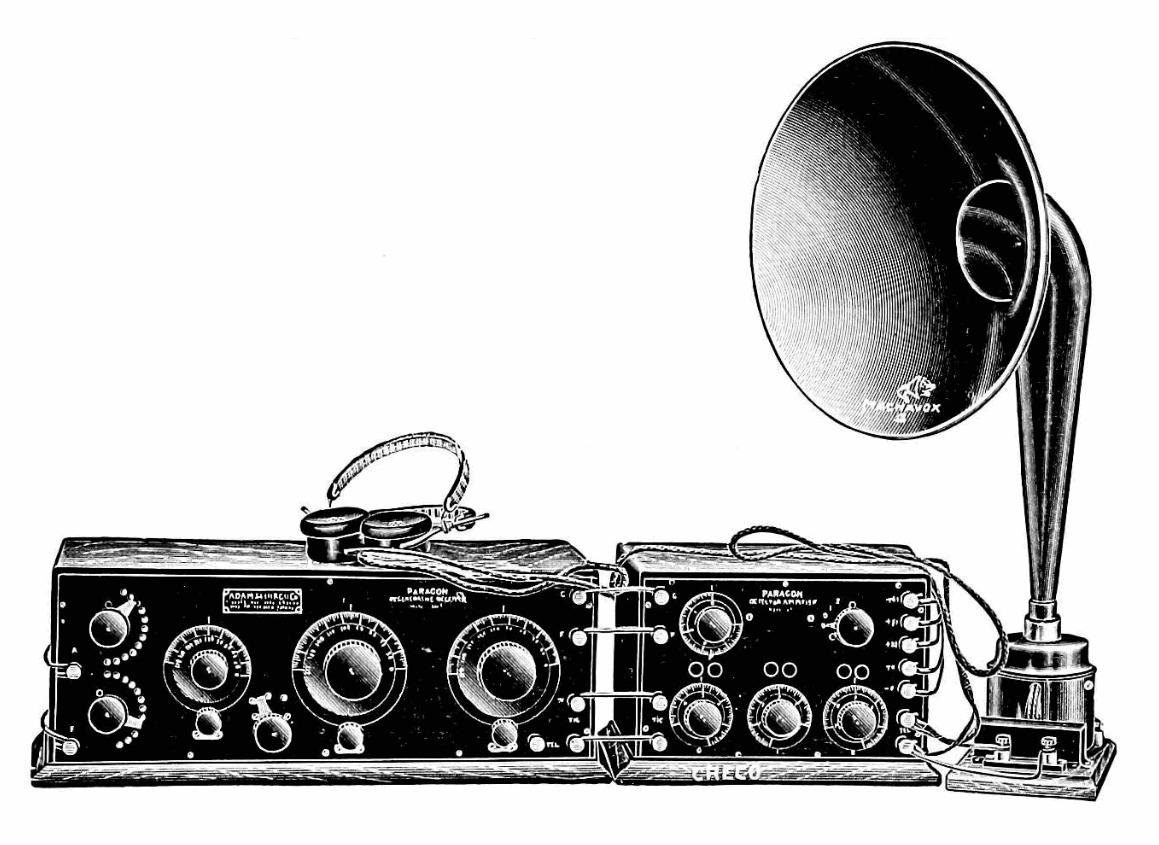
Radio con altoparlante a tromba 1920

Prima del 1920 le radio venivano ascoltate con gli auricolari e non erano dotate di altoparlanti. Quando le trasmissioni radiofoniche iniziarono improvvisamente intorno al 1920, si creò una domanda di ascolto da parte delle famiglie, quindi furono venduti altoparlanti separati dalla radio, che si potevano collegare al jack degli auricolari. I deboli amplificatori a valvole delle prime radio, non potevano produrre molta potenza di uscita e praticamente tutti i primi altoparlanti utilizzavano le trombe per ottenere un volume adeguato. Lo scopo della tromba era quello di accoppiare il diaframma all'aria in modo più efficiente. Così gli altoparlanti a tromba producevano molta più potenza sonora rispetto agli altoparlanti a cono, dallo stesso dato segnale audio. 

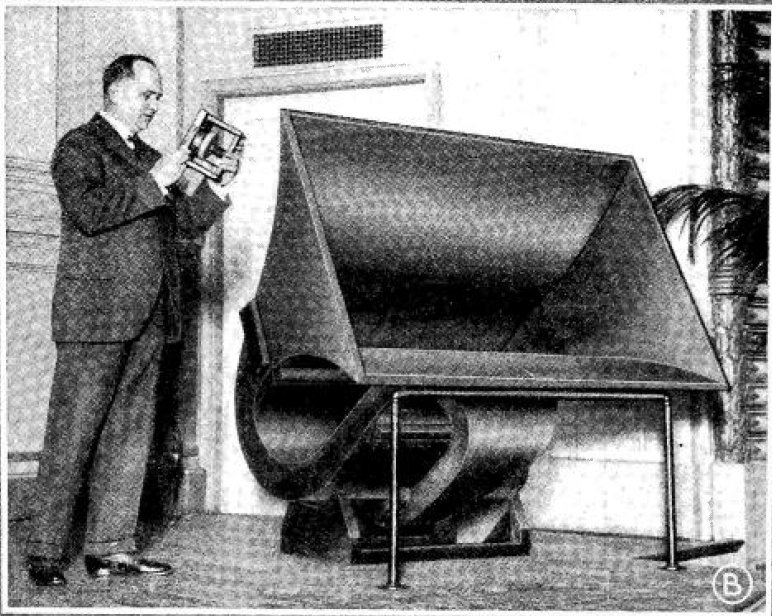
Altoparlante a tromba 1928

Un grande altoparlante a tromba fu costruito per l'uso nei cinema e sale da concerto, nel 1928. Siccome gli altoparlanti a tromba possono produrre circa 10 dB in più di potenza sonora dallo stesso amplificatore, rispetto a un altoparlante a cono, gli altoparlanti nei teatri fino alla seconda guerra mondiale erano altoparlanti a tromba. Per riprodurre adeguatamente le frequenze basse, però, la tromba doveva essere grande, con una bocca larga e un percorso sonoro anche di 3-6 metri. Si trattava di un corno da teatro standard realizzato dai Bell Telephone Laboratories per la ricerca sul suono. Nella foto a fianco, lo scienziato SP Grace tiene in mano una replica del trasmettitore "altoparlante" telefonico originale di Alexander Graham Bell per un confronto.

## Tipologia
La tipologia dell'altoparlante comprende vari tipi che impiegano differenti tecnologie, forme e dimensioni:

### Magnetodinamici

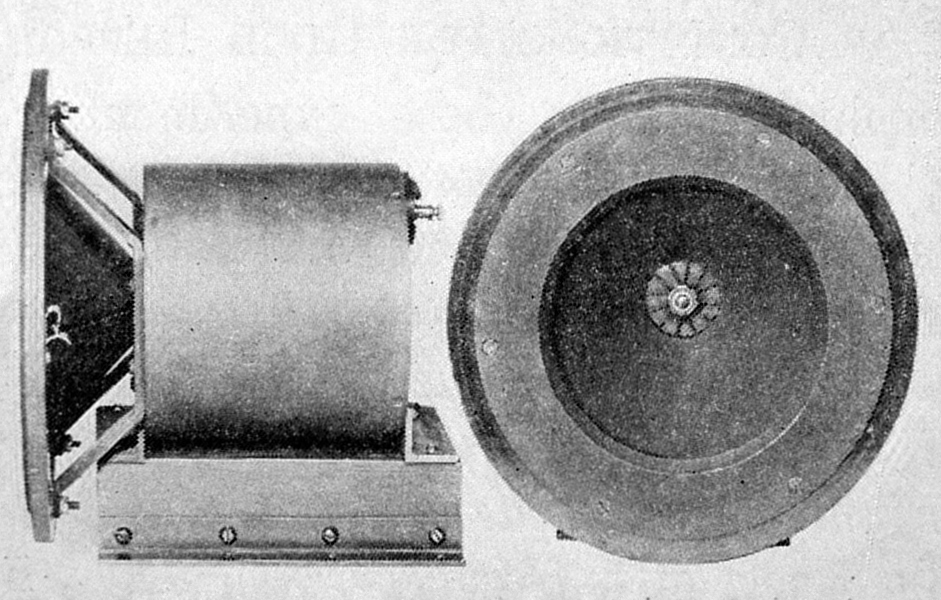
Altoparlante magnetodinamico 1925

Gli altoparlanti magnetodinamici fanno uso di un magnete permanente che genera un campo magnetico nel quale è immersa la bobina mobile, direttamente collegata alla membrana dell'altoparlante; ad essa viene applicato un segnale elettrico, opportunamente amplificato, il quale, grazie alla Forza di Lorentz la fa muovere permettendo alla membrana, la cui forma più diffusa è conformata a cono, di comprimere l'aria circostante e quindi di produrre un'onda sonora. I primi esemplari non avevano magneti permanenti, ma producevano il campo magnetico per mezzo di un secondo induttore fisso (altoparlante elettroeccitato o field-coil). Tecnologie meno comuni sfruttano nastri o pannelli estesi accoppiati ad un campo magnetico.

### Armatura bilanciata

Struttura di un sistema di altoparlante ad armatura bilanciata:*in verde la membrana*in rosso il rinvio dalla lamella, quest'ultima azionata dalla bobina e magneti*in arancione la bobina

È una particolare forma di altoparlante magnetodinamico, dove la membrana non si muove assialmente, ma si flette e non viene azionata direttamente dalla bobina, ma da un'asta ricurva su cui agiscono il o i magneti e la bobina.

### Elettrodinamici
Il campo magnetico è generato da un solenoide percorso da corrente. Gli altoparlanti elettrodinamici erano largamente impiegati nelle radio fino agli anni '40.

### Elettrostatici
Usano un campo elettrico (elettrostatica) invece di un campo magnetico (concettualmente si può pensare ad un condensatore in cui un'armatura non è fissa ma con una possibilità di movimento: quando sulle armature è presente una carica con la stessa polarità queste si respingono e quindi si allontanano, nel caso contrario si attirano e si avvicinano).

### Piezoelettrici
Sfruttano la piezoelettricità per convertire il segnale elettrico in onde acustiche. Furono lanciati sul mercato nella 1ª metà degli anni '70 dalla Motorola.

### Plasma
La compressione e rarefazione dell'aria che genera l'onda sonora è ottenuta da un plasma di gas (gas fortemente ionizzato). Il gas viene mantenuto allo stato di plasma da una scarica elettrica continua. Modulando l'intensità della scarica con il segnale elettrico che vogliamo convertire in suono si crea l'onda sonora. Questo tipo di trasduttore ha una massa prossima allo zero, quindi è molto veloce e reattivo. Data la piccola massa d'aria possono esser usati solo nei tweeter.
Inoltre si possono differenziare per il modo in cui tale movimento viene utilizzato per la generazione del suono:
- Membrana, l'altoparlante mette in movimento una membrana di forma più o meno elaborata, la quale permette la conversione del movimento in suono.
- Vibrazione, in questo caso l'altoparlante termina con un'asta con punta più o meno grande, tale asta oltre a reggere l'altoparlante rende la superficie su cui si poggia una cassa acustica, rendendola di fatto come una membrana.
- Espansione contrazione dell'aria, tecnica usata negli altoparlanti al plasma.

## Parti e funzionamento

Struttura di un altoparlante magnetodinamico visto dal lato anteriore in parte sezionato

L'altoparlante magnetodinamico è tra i più diffusi.
Nell'immagine si vedono i componenti principali di un altoparlante magnetodinamico (in inglese):
- Frame o basket: cestello, struttura di sostegno
- Magnet: magnete permanente (genera il campo magnetico che è "guidato" dal pole piece e dal Top Plate verso il traferro in modo da interagire con la piccola bobina mobile (Voice coil)
- Surround: sospensione elastica che permette al cono (Diaphragm) di muoversi (in senso verticale nella figura)
- Diaphragm o cone: cono
- Voice coil former: supporto della bobina mobile collegato al Diaphragm
- Dust cap: protezione anti polvere, parapolvere, cupola
- Spider: sospensione elastica che mantiene centrata la bobina mobile Voice coil nel traferro
- Top Plate: guida superiore per il campo magnetico verso il traferro
- Pole piece: guida inferiore e centrale per il campo magnetico verso il traferro
- Voice coil: bobina mobile (in rosso nell'immagine)

Non sono rappresentati in figura i dettagli tra cui le connessioni per applicare il segnale elettrico alla bobina mobile.
Il traferro è lo spazio in cui si trova la bobina mobile sul suo supporto. È l'unico punto in cui il campo magnetico deve attraversare uno spazio in aria (a parte eventuali piccoli interstizi tra il magnete e le parti Top plate, Pole piece, che vanno evitati in quanto riducono il campo magnetico applicato al traferro).
Si chiama equipaggio mobile tutta la parte che si muove in presenza di suoni: cono, parapolvere, bobina mobile e suo supporto, parte di: spider, surround e cavi di connessione alla bobina mobile.
L'altoparlante elettrodinamico differisce da quello magnetodinamico per la presenza al posto del magnete permanente di un solenoide in cui il campo magnetico è generato da una corrente elettrica; soluzione ormai abbandonata.
La membrana vibrante (Diaphragm) è in genere a forma di cono, talvolta di cupola e in rari casi piana. I materiali impiegati nella sua realizzazione sono i più vari, la carta è il materiale in uso da più tempo, affiancata oggi da composti sintetici e leghe metalliche.
La membrana è collegata ad una bobina che, immersa nel campo magnetico e percorsa dalla corrente costituita dal segnale da riprodurre, ne genera lo spostamento, quindi la trasduzione da segnale elettrico a movimento d'aria creato dal cono, cupola o pannello radiante.
La forma a cono si presta bene per la riproduzione delle frequenze basse, mentre per le frequenze alte è più adatta la forma a cupola.
Esistono tecnologie che adottano metodi diversi dalle membrane per la trasduzione, poco diffuse dato il loro costo, e destinate soprattutto agli impianti Hi-end.

## Campo di frequenze

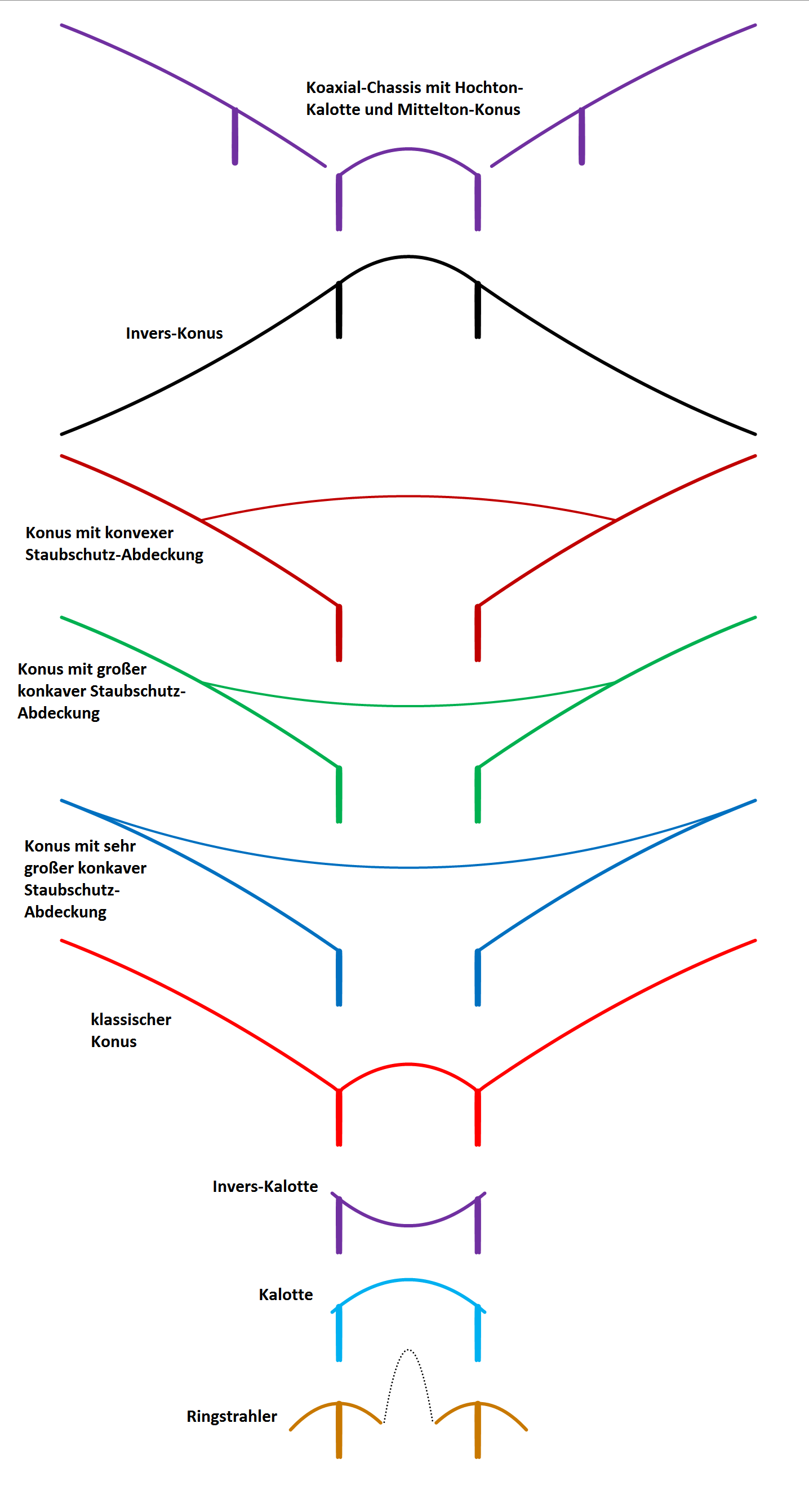
Differente forma delle membrane/diaframmi per gli altoparlanti a membrana

Non essendo fisicamente possibile costruire un unico trasduttore che riesca a riprodurre con l'adeguata intensità l'intera gamma di frequenze udibili dal orecchio umano (da ~ 16 Hz a 20 kHz), vengono più spesso sviluppati differenti trasduttori, ciascuno ottimizzato per una particolare banda ristretta del udibile.
Partendo dalle basse frequenze, l'elenco completo dei vari altoparlanti, si suddividono generalmente in:
- Subwoofer (per frequenze basse e bassissime, solitamente al di sotto dei 40÷60 Hz)
- Woofer (frequenze basse e medio-basse - da circa 50 Hz a 500 Hz)
- Midrange (frequenze medie - da circa 500 Hz a 5 kHz)
- Tweeter (frequenze alte - da 1÷5 kHz fino a 20 kHz)
- Supertweeter (frequenze altissime - oltre 10 kHz)

Esistono modelli di altoparlanti definiti full-range (a gamma intera) che cercano di coprire la maggior estensione possibile delle frequenze audio; alcuni usano "artifici" come il doppio cono, solidale alla bobina mobile, e centrando la gamma totale riprodotta, sulle frequenze acusticamente più importanti (da 50 Hz a 5 kHz, circa). Tuttavia, con alcuni altoparlanti a gamma intera, di ottima qualità, è possibile trovare un suono completo e molto coerente, ma con l'unico difetto che la potenza di emissione è spesso piuttosto bassa (o comunque non alta).
Alcuni altoparlanti sono del tipo a due vie, quindi due altoparlanti in uno e coassiali tra loro, dove l'altoparlante del tipo woofer accoglie al centro l'altoparlante del tipo tweeter, il quale può essere a livello della membrana o protrarsi in avanti.

## Combinazioni e soluzioni

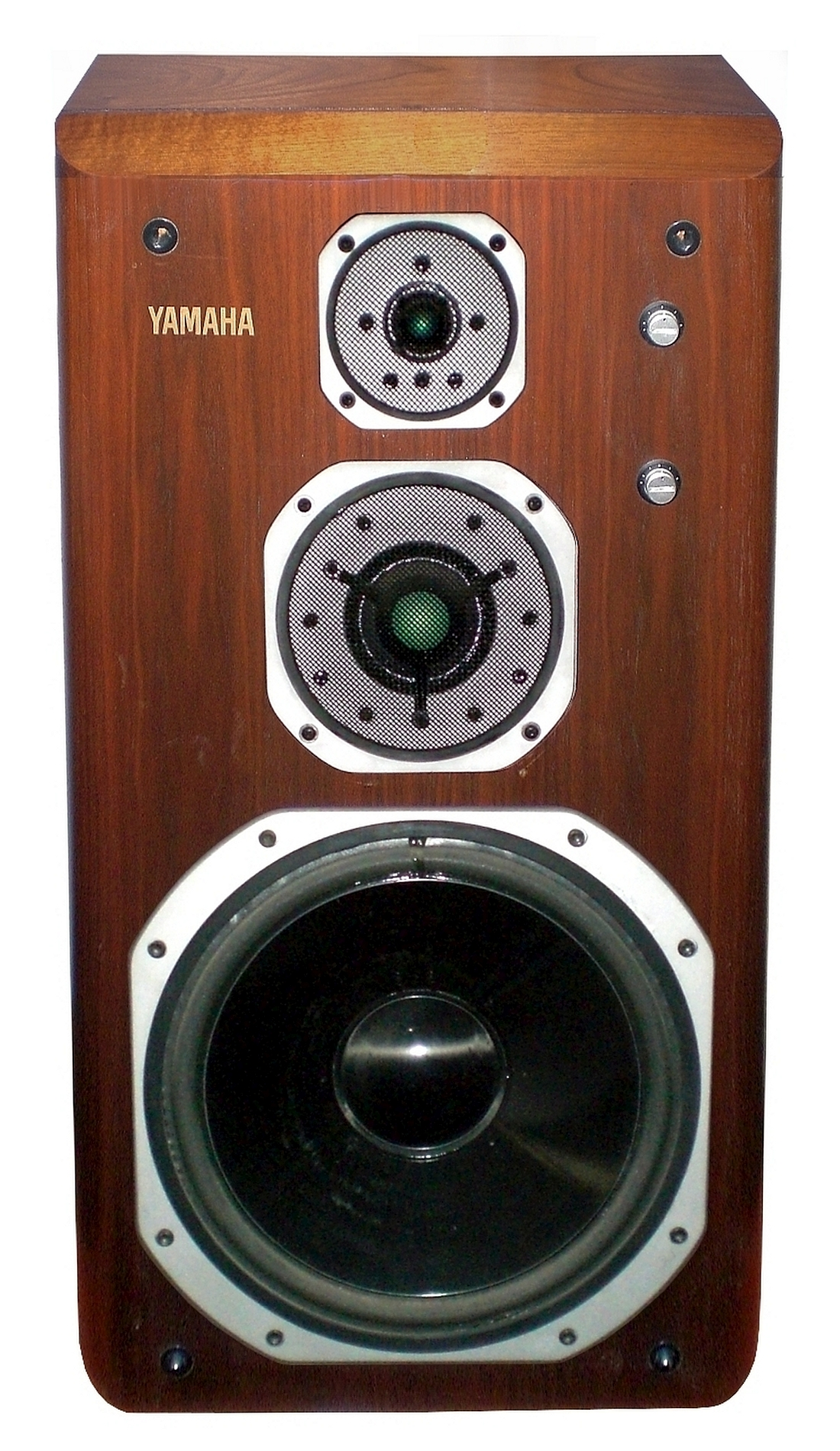
Diffusore a tre vie

Collegando opportunamente vari altoparlanti destinati alla riproduzione di differenti gamme di frequenze, si ottiene un sistema acustico unico (diffusore), in grado di riprodurre, in modo quanto più possibile lineare e preciso, quasi tutto lo spettro di frequenze udibili: in campo domestico Hi-Fi, è generalmente tra 30 Hz e 20 kHz. I più semplici diffussori sono a due vie, con woofer e tweeter; altri più complessi sono a tre vie, con woofer, midrang e tweeter, per finire con i più complessi, ma molto più rari, a quattro o a cinque vie. 
Alcuni costruttori hanno posto particolare attenzione nell'allineare e avvicinare il più possibile i centri di emissione dei diversi altoparlanti che compongono un diffusore. Lo scopo è quello di ridurre le rotazioni di fase acustiche nel punto d'incrocio delle onde sonore in arrivo all'ascoltatore, per migliorare la coerenza del suono emesso, come punto unico di sorgente sonora. Per centro di emissione, si intende il punto teorico dal quale ha origine l'onda sonora, così com'è stata registrata dal microfono e coincidente approssimativamente con il centro della bobina mobile di ogni altoparlante.

A questo scopo, alcuni costruttori hanno pensato di far coincidere i centri di emissione, sia come allineamento nella profondità, che come punto unico del piano di emissione, creando altoparlanti a due vie coassiali, sfruttando la più larga cavità della bobina mobile di un woofer a cono, inserendovi all'interno un tweeter a cupola adeguatamente conformato, e riunendoli entrambi sullo stesso cestello. Di questa tipologia, sono molto famosi alcuni diffusori acustici di grandi dimensioni (e marchi), utilizzati anche in campo PA. Tuttavia, molti altoparlanti (economici) vengono chiamati "altoparlanti coassiali", nonostante non lo siano a tutti gli effetti, e sono quelli usati principalmente in campo automobilistico e home-theatre, dove serve avere installazioni semplificate.

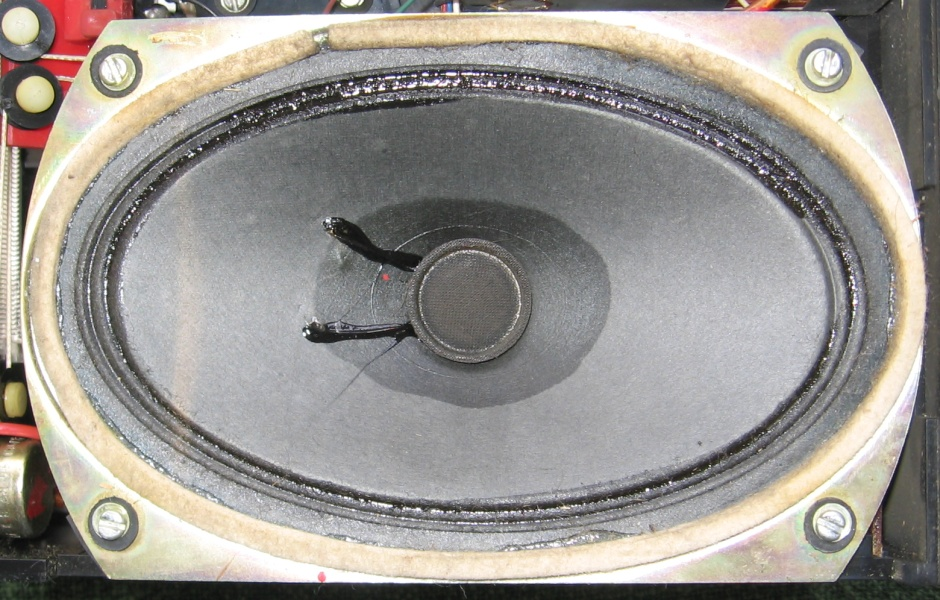
Altoparlante magnetodinamico ellittico (vista anteriore)

Altri costruttori hanno elaborato diffusori (elettrostatici) con membrane piatte immerse in un campo elettrico generato da una elevata differenza di potenziale tra due armature con l'obiettivo di far emettere tutte le frequenze con la stessa fase.
L'obiettivo generale di tutte queste "soluzioni", è quello di perseguire una riproduzione tanto più simile all'evento originale.
È possibile, in fase di progetto, prevedere con buona precisione il reale comportamento di un altoparlante grazie ai Parametri di Thiele & Small.

## Immagini Correlate

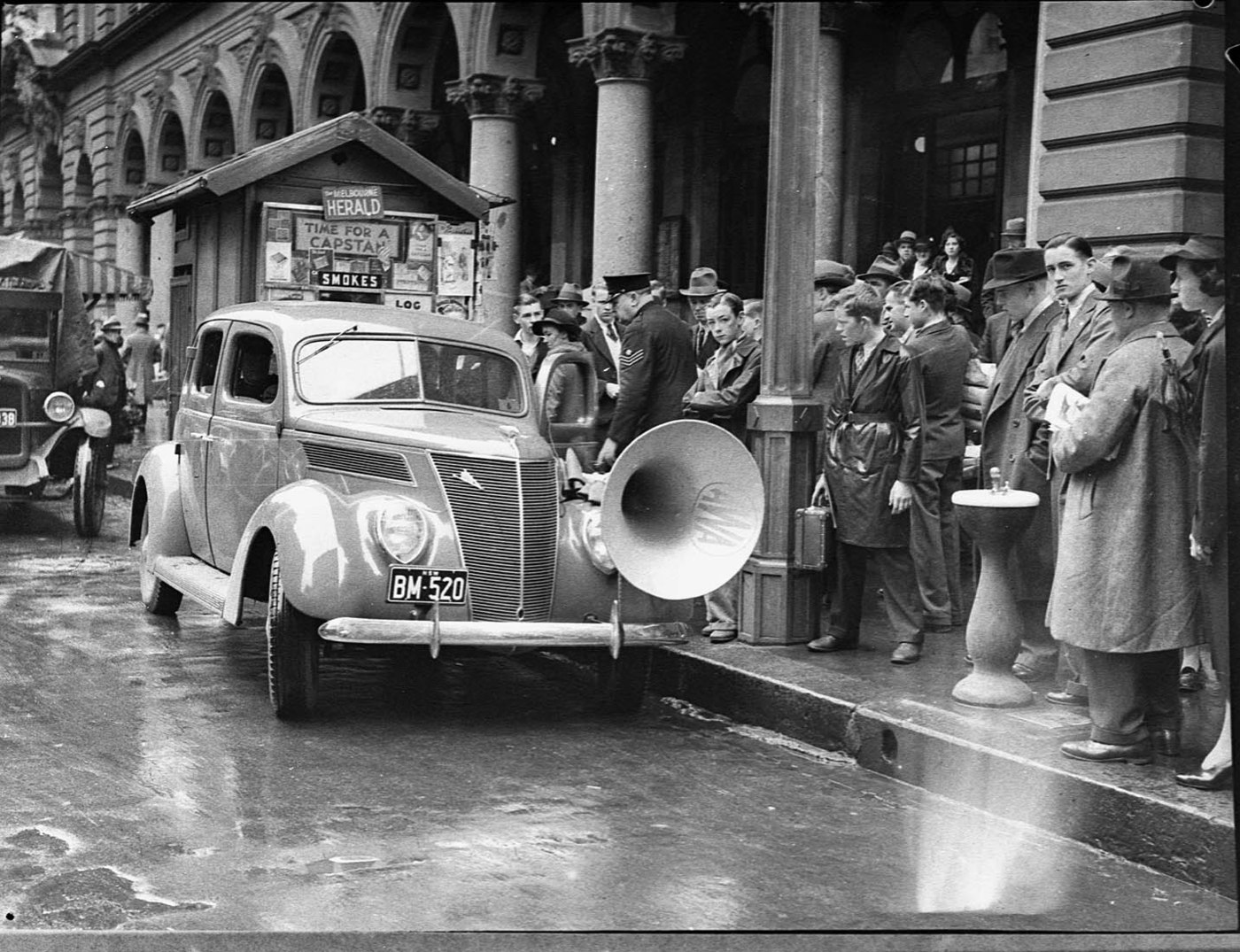
Auto con altoparlante a tromba
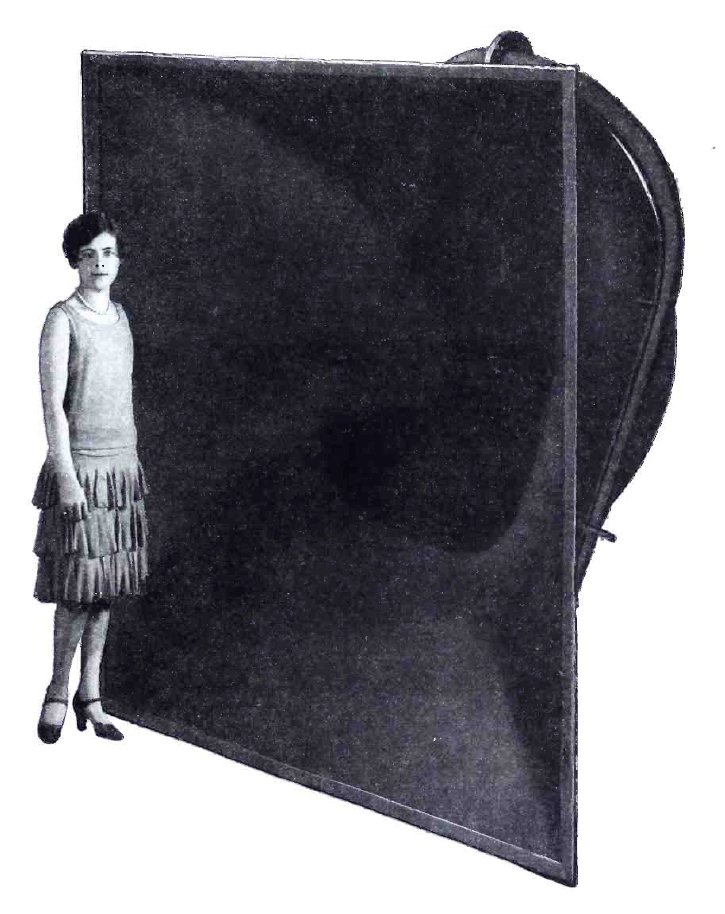
Grande tromba 1920-30
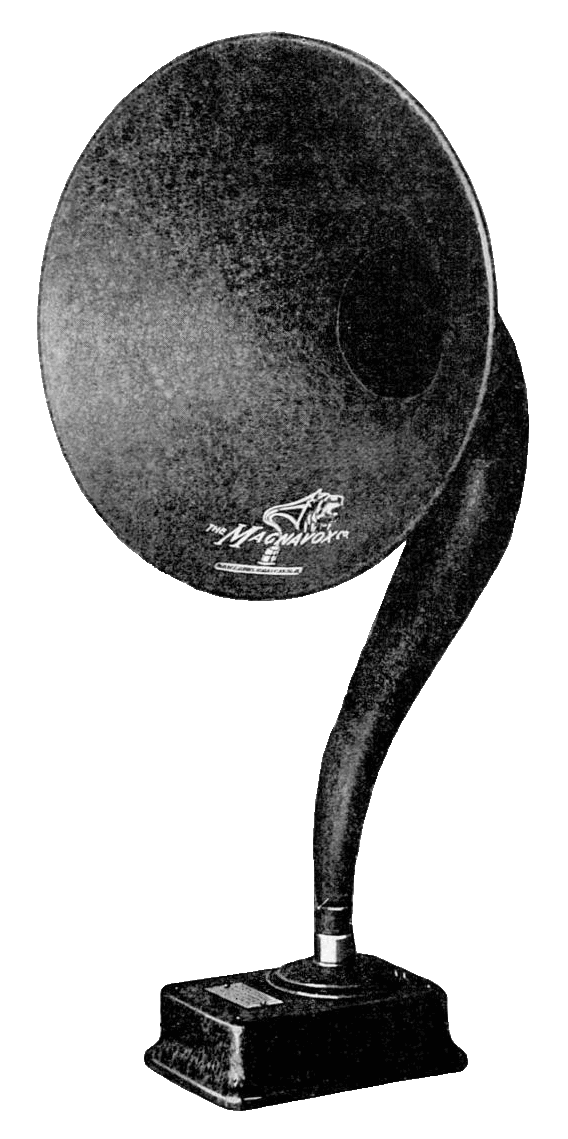
Magnavox tromba esterna 1920
Principio della tromba
Principio della tromba ricurva
Diagramma delle forze elettromagnetiche
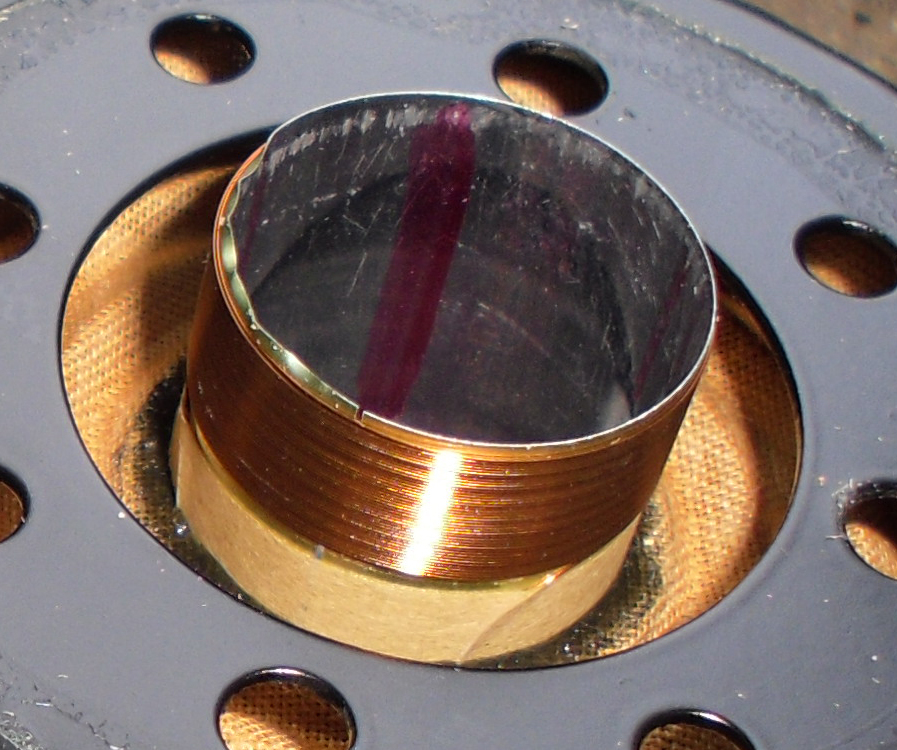
Bobina del cono
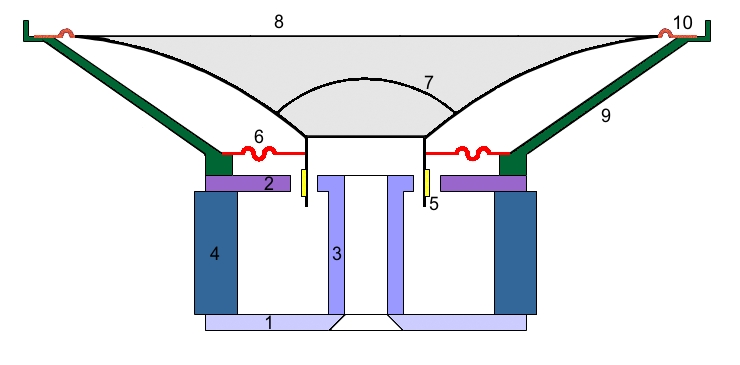
Schema di altoparlante magnetodinamico a cono, per basse frequenze
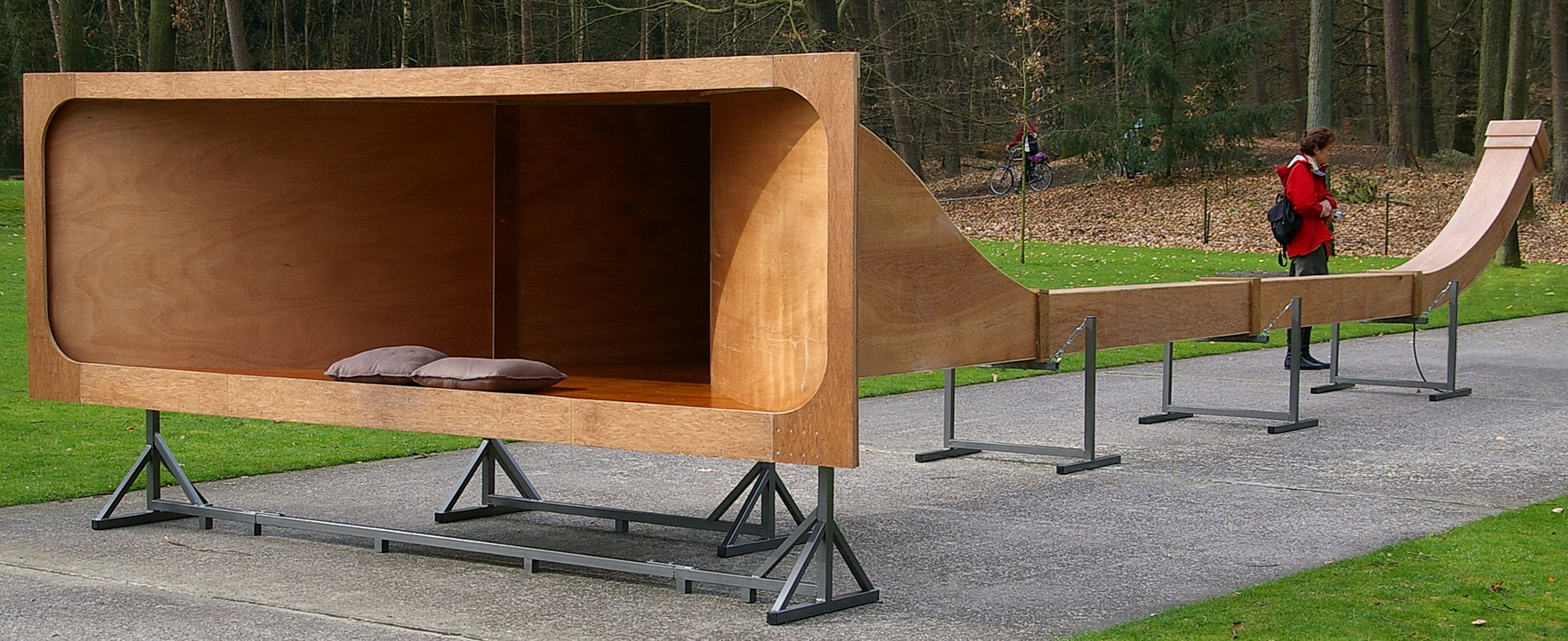
Tromba di amplificazione del suono
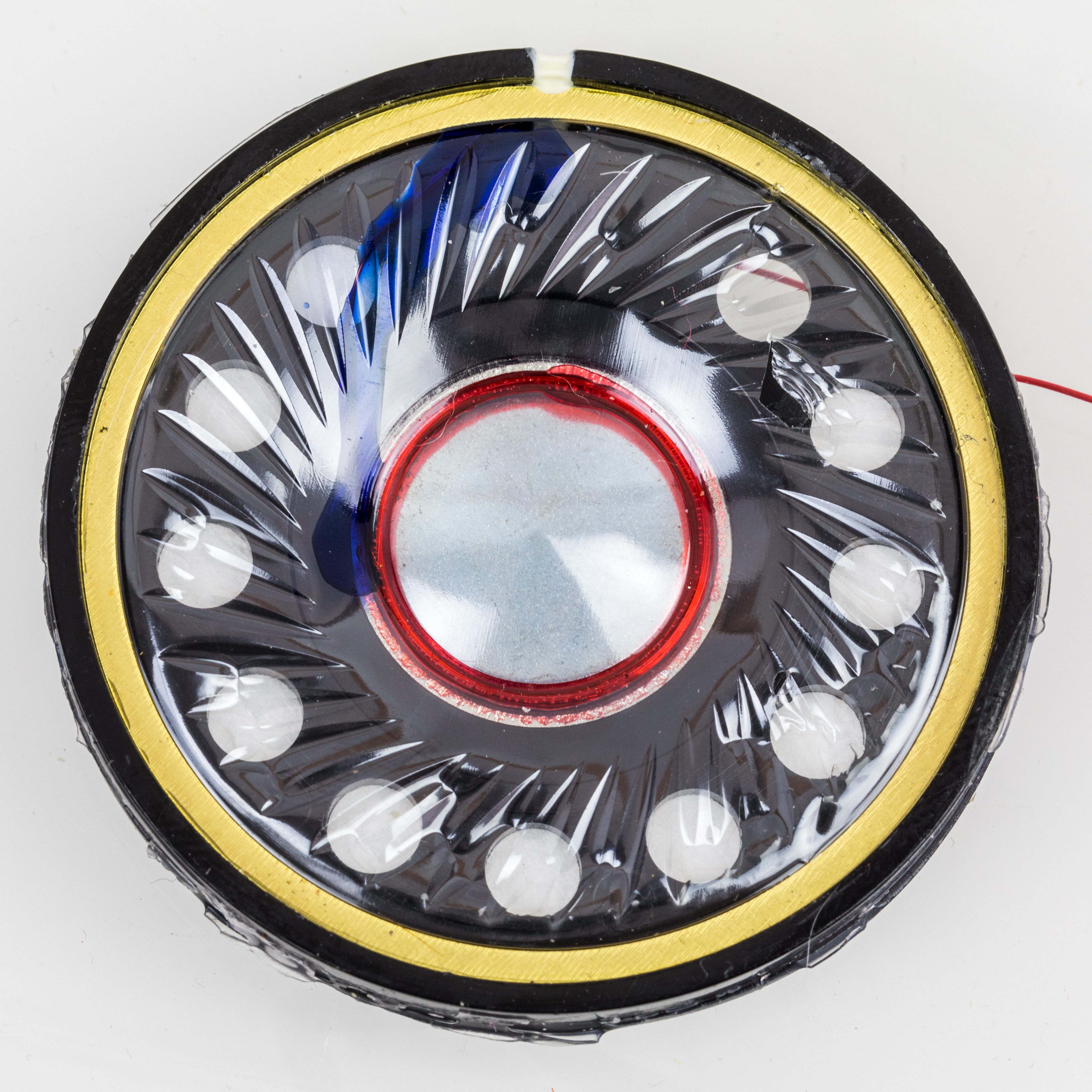
Piccolo altoparlante per cuffie
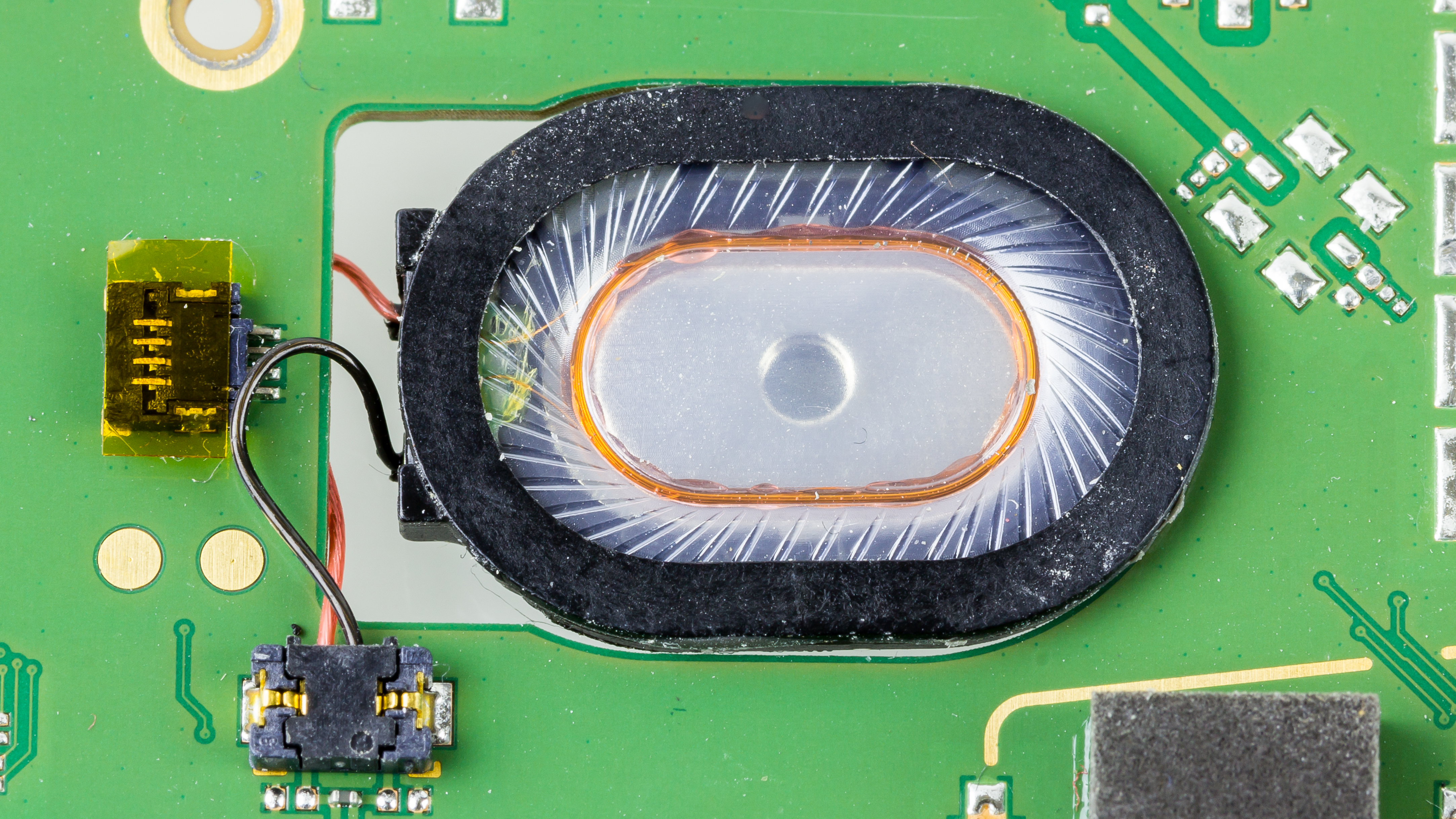
Piccolo altoparlante per telefonia
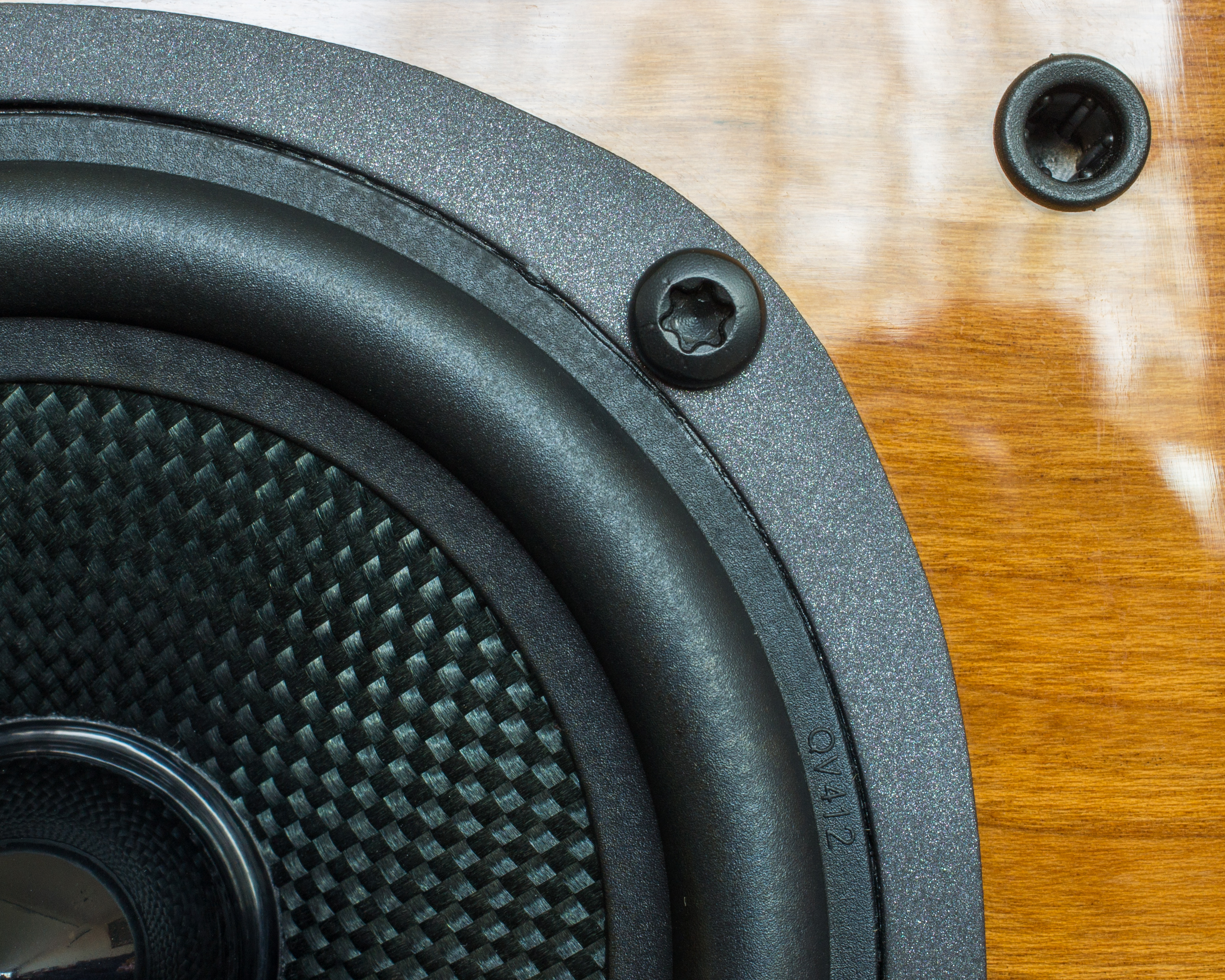
Dettaglio di altoparlante a cono
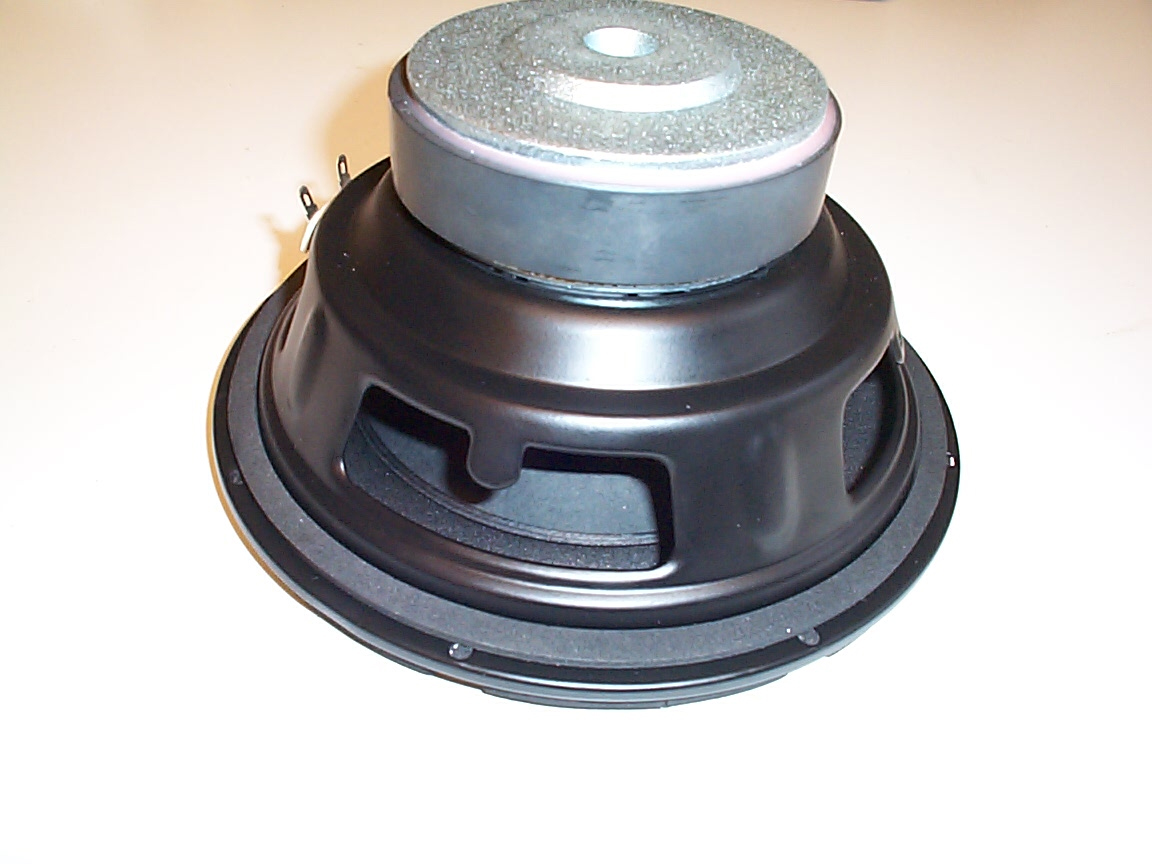
Il retro di un altoparlante magnetodinamico